# Alexandromys middendorffii
Alexandromys middendorffii is een zoogdier uit de familie van de Cricetidae. De wetenschappelijke naam van de soort werd voor het eerst geldig gepubliceerd door Poljakov in 1881.